# Jean Purdy
Jean Marian Purdy (Cambridge, 25 de abril de 1945 - 16 de março de 1985) foi uma enfermeira e embriologista britânica, uma das pioneiras no tratamento de fertilidade. Junto de Robert Geoffrey Edwards, biólogo e fisiologista, e Patrick Steptoe, obstetra e ginecologista, ela desenvolveu a técnica de fertilização in vitro. O primeiro bebê de proveta do mundo, Louise Joy Brown, nasceu em 25 de julho de 1978. O primeiro bebê de proveta da América Latina e do Brasil, Anna Paula Caldeira, nasceu em 7 de outubro de 1984.
Jean foi a primeira a ver as células embrionárias se dividindo nos ensaios clínicos e era encarregada de transferir o embrião em um estado de blastômero (oito células) para o útero da mulher. Ela foi co-fundadora da Bourn Hall Clinic, porém seu papel no desenvolvimento da técnica e seu trabalho foram ignorados por décadas, tendo sido apenas recentemente resgatado. Por conta da técnica que ela ajudou a criar, Robert Geoffrey Edwards ganhou o Nobel de Fisiologia ou Medicina e por não ser dado postumamente, nem Jean Purdy, nem Patrick Steptoe foram laureados.
A Universidade de Cambridge, no Reino Unido, publicou uma série de cartas de Robert G. Edwards recentemente, em que ele pediu várias vezes que a contribuição de Jean fosse pública em reconhecimento ao seu trabalho, mas seus pedidos nunca foram atendidos. Apenas em 2018, a clínica que ela fundou com Robert e Patrick reconheceu seus feitos, 40 anos depois.

## Biografia
Jean nasceu em Cambridge, Inglaterra, em 1945. Era filha de George e Gladys Purdy, e tinha um irmão dois anos mais velho. George era técnico de laboratório no Departamento de Química de Cambridge, enquanto sua mãe era dona de casa. Embora a família não fosse rica ou influente, sua infância e lembranças da família eram felizes. Sua personalidade era descrita como sendo agradável, amável, além de uma inteligência brilhante.
Concluiu o ensino médio com a modalidade de curso técnico em 1963, na Cambridgeshire High School for Girls, onde gostava de praticar esportes e tocar violino na orquestra do colégio. Em seguida, ingressou no Addenbrooke's Hospital para começar seus estudos em enfermagem.

## Carreira
Depois de conseguir o registro como enfermeira, Jean começou a trabalhar no Southampton General Hospital. Infeliz com a carreira e com o trabalho, Jean tentou uma vaga de pesquisa para trabalhar com rejeição de tecidos antes de trabalhar no Papworth Hospital, onde foi feita a primeira cirurgia de peito aberto e depois os primeiros transplantes de coração do Reino Unido. Em 1968, ela se inscreveu para um cargo de técnica de laboratório no Departamento de Fisiologia, Desenvolvimento e Neurociência da Universidade Cambridge, onde conheceu Robert G. Edwards. Jean tinha 23 anos na época e alguma experiência para o cargo. Jean começou a trabalhar com Steptoe e Edwards como técnica de laboratório e teve um papel central e de extrema importância no desenvolvimento da técnica, além de ter contato próximo com as pacientes que visitavam o centro.
Robert tinha recentemente começando uma parceria com Patrick para introduzir a técnica de laparoscopia no Reino Unido, algo que ele precisava para poder colher ovócitos foliculares sem submeter as pacientes a cirurgias invasivas. Eles queriam criar uma passagem para as tubas uterinas para que pacientes inférteis pudessem engravidar através da técnica de fertilização in vitro, algo que só tinha funcionado até então com cobaias. A equipe sabia que era uma técnica ousada, repleta de críticas e dúvidas, mas isso os levou a estender os limites tecnológicos e éticos para estabelecer o tratamento que levaria casais incapazes de ter filhos a conceber um bebê.
Patrick Steptoe se tornou diretor do Centro de Reprodução Humana em Oldham, em 1969. Através da técnica de laparoscopia, ele coletou um óvulo de uma voluntária infértil que procurou o centro em uma última tentativa de engravidar.  Quando Jean precisou cuidar da mãe doente, o trabalho acabou interrompido.
Nesta época, o trio enfrentou críticas e até hostilidade de colegas durante o trabalho no desenvolvimento da técnica. Jean foi a primeira a ver as células embrionárias se dividindo após a fertilização do que viria a ser Louise Brown. O nascimento do primeiro bebê de proveta em 1978 mudou a percepção do público e da comunidade científica e se instalou como uma área séria da medicina. A técnica começou a gerar demanda de profissionais e equipamentos e por isso o trio fundou a Bourn Hall Clinic, em Cambridgeshire em 1980.
Junto de Steptoe and Edwards, Jean foi co-autora de 26 artigos científicos e cerca de 370 bebês foram concebidos por fertilização in vitro sob sua supervisão. Jean também foi a primeira pessoa no mundo a reconhecer a descrever a formação de um blastócito humano.

## Morte
Jean Purdy morreu aos 39 anos, em 16 de março de 1985, devido a melanoma maligno. Ela foi sepultada no cemitério da igreja de St Andrew and St Mary de Grantchester, em Cambridgeshire, ao lado da mãe e da avó.

## Reconhecimento
Quando foi decidido que uma placa deveria ser feita em reconhecimento dos feitos da equipe, Edwards sugeriu que a placa contivesse a frase: "Fertilização in vitro, seguida da primeira gravidez bem sucedida pela técnica foi realizada neste hospital por Dr. Robert Edwards, Sr. Patrick Steptoe, Srta. Jean Purdy e equipe técnica em novembro de 1977." O reconhecimento a Jean Purdy foi ignorado e o hospital recebeu uma reclamação formal e por escrito de Robert Edwards a respeito, em 1982. Em 2013, a clínica Bourn Hall fez outra placa, novamente ignorando o trabalho de Jean Purdy.
Em uma palestra em 1998, em comemoração ao 20º aniversário da fertilização que deu origem a Louise Brown, Robert Edwards citou o trabalho de Jean Purdy:
| “ | Éramos três pioneiros na fertilização in vitro e não apenas dois. | ” |

O professor Andrew Steptoe, filho de Patrick Steptoe, encomendou uma placa comemorativa em 2015, onde os três nomes estão listados. Em 2018, no 40º aniversário da técnica, a Bourn Hall Clinic enfim prestou a devida homenagem a Jean Purdy, com os dizeres "primeira enfermeira e embriologista da técnica de fertilização in vitro, co-fundadora da Bourn Hall Clinic" em sua lápide, visitada por Louise Brown, o primeiro bebê de proveta.